# صبير جاليسكاني
صبير جاليسكاني (الاسم العلمي:Opuntia jaliscana) هو نوع من النباتات يتبع جنس الصبير من الفصيلة الصبارية.